# Socialistenwet

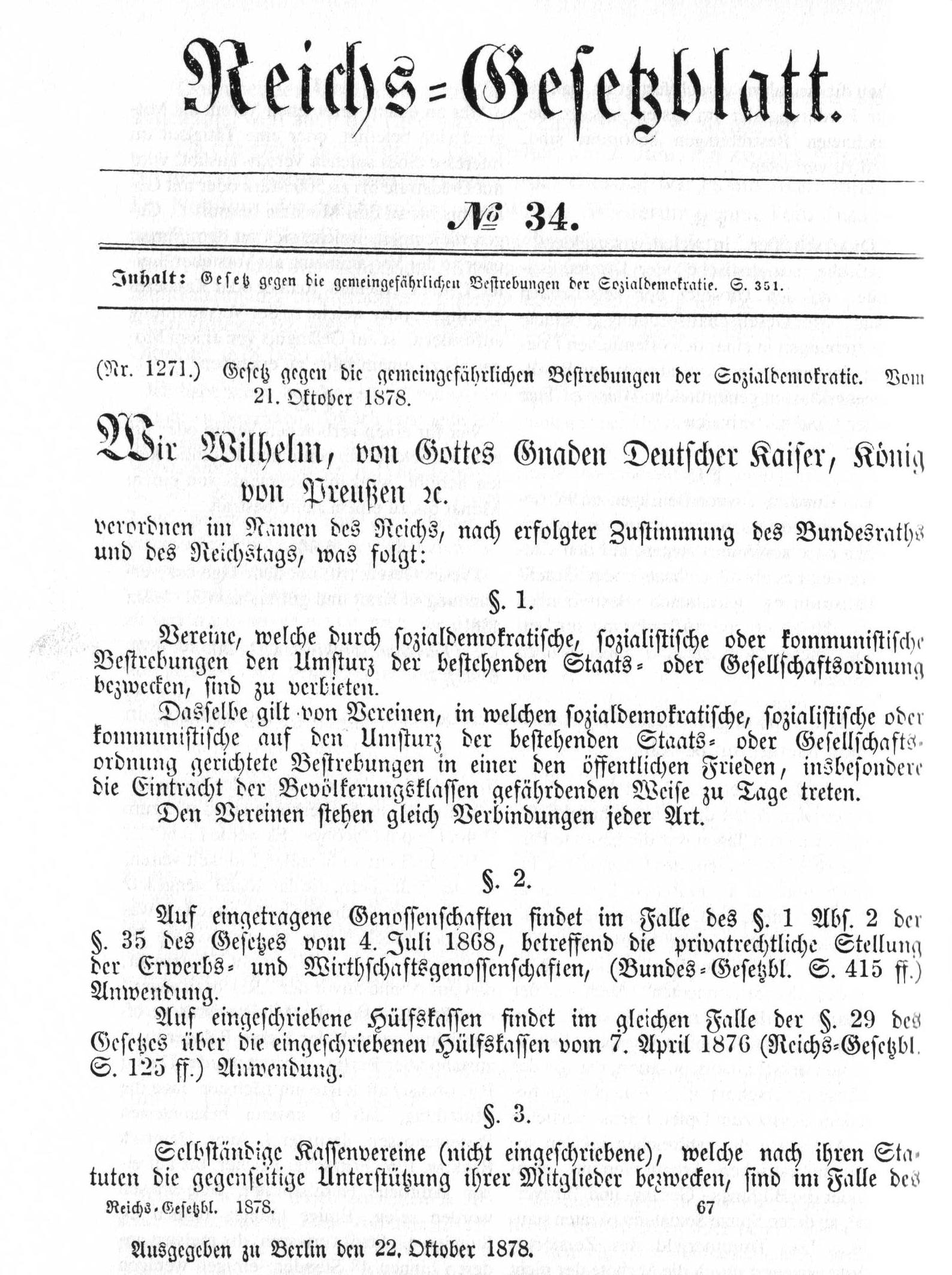
Aankondiging van de socialistenwet in Reichsgesetzblatt (staatsblad) 34 van 1878

De socialistenwet (Duits Sozialistengesetz, officieel Gesetz gegen die gemeingefährlichen Bestrebungen der Sozialdemokratie) was een wet die van 1878 tot 1890 van kracht was in het Duitse Keizerrijk. De wet verbood bijeenkomsten en schriftelijke uitingen van de Sozialistische Arbeiterpartei (SAP), de latere Sozialdemokratische Partei Deutschlands.
De formele aanleiding voor de socialistenwet was een mislukte moordaanslag op keizer Wilhelm I in mei 1878. Initiatiefnemer was rijkskanselier Otto von Bismarck, die de revolutionaire SAP al eerder als staatsvijand had aangemerkt. De grote verkiezingsoverwinning van de SAP bij de Rijksdagverkiezingen van 1877 was wellicht de echte aanleiding. De socialisten behaalden bijna een half miljoen stemmen (9,1%). De wet werd in oktober 1878 goedgekeurd door een meerderheid van conservatieven en nationaal-liberalen in de Rijksdag.
De wet verbood sociaaldemocratische en socialistische organisaties. Gevolg was dat ongeveer 1.500 partijleden, onder wie oprichter August Bebel  in de gevangenis belandden. Nog eens 900 socialisten werden het land uitgezet. De socialistische beweging ging deels ondergronds. Vanuit het buitenland werden boeken en kranten Duitsland binnengesmokkeld. De krant Der Sozialdemokrat van Paul Singer werd in Zürich gedrukt en Duitsland binnengesmokkeld om daar over 11.000 abonnees te worden verspreid. Anderzijds verenigden socialisten zich in sportclubs en opleidingsinstituten om het verbod te omzeilen.
De socialistenwet had in eerste instantie enig effect. Bij de Rijksdagverkiezingen van 1881 kregen sociaaldemocratische kandidaten maar 312.000 stemmen. In 1884 waren dat echter 550.000 stemmen en in 1890 1,42 miljoen stemmen (19,7%). Omdat de socialistenwet gefaald had verlengde de Rijksdag de wet niet en kanselier Bismarck trad af.